# Willy Telavi

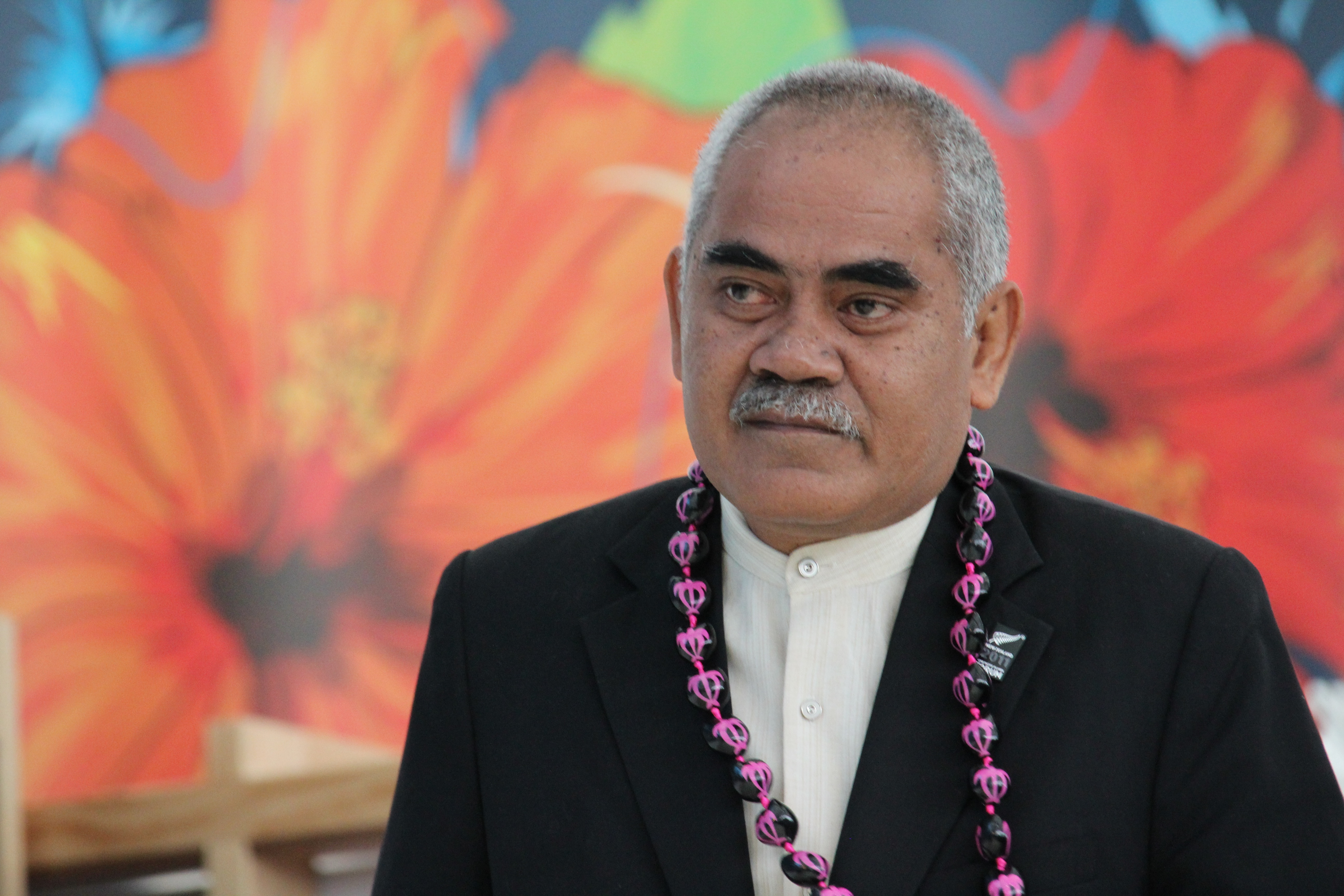
Willy Telavi (2011)

Willy Telavi (* 28. Januar 1954 auf Nanumea) ist ein tuvaluischer Politiker und ehemaliger Premierminister seines Landes. Telavi studierte Rechtswissenschaften an der University of the South Pacific und an der Charles Darwin University. Von August 2006 bis August 2011 war er Innenminister in Tuvalu. Am 24. Dezember 2010 wurde er als Nachfolger von Maatia Toafa Premierminister seines Landes. Am 1. August 2013 wurde er vom Generalgouverneur entlassen, am folgenden Tag wurde seine Regierung durch ein Misstrauensvotum des Parlaments gestürzt.